# Didia
Didia is een geslacht van vlinders van de familie snuitmotten (Pyralidae), uit de onderfamilie Phycitinae.

## Soorten
- D. diehli Roesler & Kuppers, 1981
- D. indra Roesler & Kuppers, 1981
- D. ralphi Roesler & Kuppers, 1981
- D. strigivenella Hampson, 1899
- D. subramosella Ragonot, 1893